# Діелектричне дзеркало

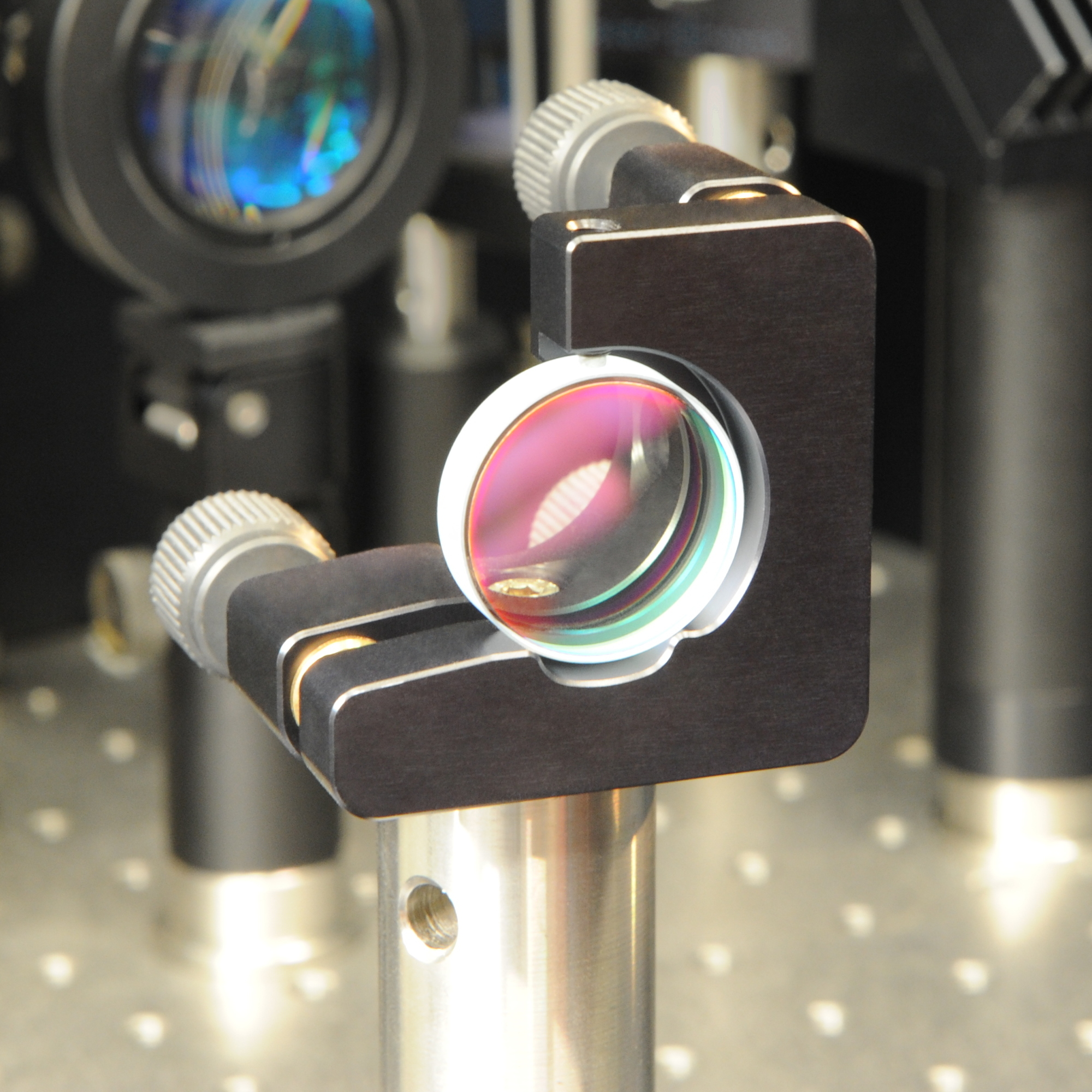
Інфрачервоне діелектричне дзеркало в тримачі.

Діелектричне дзеркало — різновид дзеркала, утворений багатошаровою структурою діелектричних матеріалів, принцип дії якого ґрунтується на бреггівській дифракції. Високий коефіцієнт відбиття світла в таких дзеркалах досягається для певної довжини хвилі світла спеціальним підбором діелектричних матеріалів та товщини шарів.  Коефіцієнт відбиття на вибраних довжинах хвилі може досягати значень 99,999% і навіть ще ближче до одиниці. Можна також сконструювати дзеркала, що відбиватимуть світло в широкому діапазоні довжин хвиль, покриваючи, наприклад, увесь видимий діапазон або спектр титан-сапфірового лазера. Дзеркала цього типу дуже широко використовуються в оптичних експериментах та оптичних пристроях. Прикладами застосування можуть служити кінцеві дзеркала резонаторів лазерів, гарячі та холодні дзеркала, тонкоплівкові дільники променів, покриття сучасних  сонцезахисних окулярів із дзеркальним ефектом. 

## Принцип дії

Діаграма діелектричного дзеркала. Тонкі шари з великим коефіцієнтом заломлення n_{1} чергуються з товщими шарами з малим коефіцієнтом заломлення n_{2}. Оптичні шляхи l_{A} та l_{B} відрізняються точно на одну довжину хвилі, що призводить до конструктивної інтерференції.

Дія діелектричного дзеркала ґрунтується на інтерференції світла, відбитого від різних шарів багатошарової структури. Принцип аналогічний тому, що використовується в просвітленій оптиці з тією різницею, що там структура оптимізована на зменшення, а не на збільшення відбиття. Діелектричні дзеркала працюють як одновимірні фотонні кристали, в яких шари з високим показником заломлення чергуються з шарами з малим показником заломлення. Товщини шарів можна підібрати так, щоб різниця оптичних шляхів світла, відбитого різними шарами, була кратною довжині хвилі, для якої дзеркало сконструйоване. Хвиля, відбита від шарів з малим показником заломлення, має різницю оптичного шляху, що точно дорівнює половині довжини хвилі, але на межі середовищ з малим та великим показниками заломлення виникає зміна фази на 180 градусів, а це означає те, що відбиті хвилі також у фазі. За нормального падіння світла шари мають товщину чверть довжини хвилі. 
Інші конструкції діелектричних дзеркал мають складнішу структуру, оптимізовану для різних потреб. Зокрема, чирповані дзеркала дозволяють контролювати фазову дисперсію відбитого світла. Для розрахунку діелектичних дзеркал можна використати метод матриць переходу.
При похилому падінні світла діелектричні дзеркала можуть використовуватися для його поляризації як хвильові платівки.

## Виготовлення

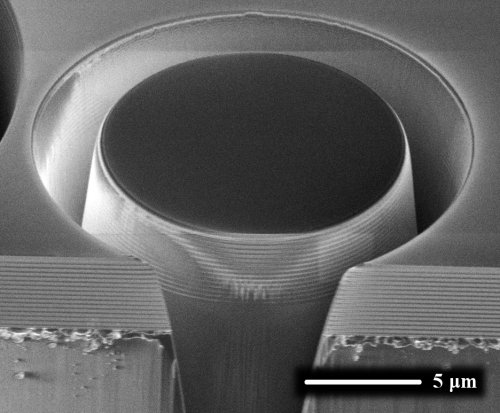
Отримане електронним мікроскопом зображення 13-мікронного фрагменту ділектричного дзеркала. У нижній частині видно чедування шарів Ta_{2}O_{5} та SiO_{2}.

Для виготовлення діелектричних дзеркал використовуються методи нанесення тонких плівок. Серед них поширені вакуумне напилення (з випаровуванням  матеріалу або за допомогою іонних пучків), хімічне осадження з парової фази, осадження іонними пучками, молекулярно-променева епітаксія та магнетронне розпилення. Поширеними матеріалами є флуорид магнію, діоксид кремнію, пентоксид танталу, сульфід цинку (n=2.32) та діоксид титану (n=2.4). Шари цих матеріалів наносяться зазвичай на скляну підкладку.  

## Зовнішні посилання
- Діелектричні дзеркала в енциклопедії RP Photonics [Архівовано 13 лютого 2017 у Wayback Machine.]

## Виноски
1. ↑  A. Thelen, Design of Optical Interference Coatings, McGraw–Hill (1989)
2. ↑  N. Kaiser (ed.), Optical Interference Coatings, Springer, Berlin (2003)
3. ↑  "Phase retardance of periodic multilayer mirrors",J. H. Apfel Applied Optics 21, 733-738 (1982)